# Pericyclocera graminicola
Pericyclocera graminicola är en tvåvingeart som beskrevs av Borgmeier 1969. Pericyclocera graminicola ingår i släktet Pericyclocera och familjen puckelflugor. Inga underarter finns listade i Catalogue of Life.